# الطريق الأوروبي E55
الطريق الأوروبي E55 هو طريق من شبكة الطرق الأوروبية الدولية. يمر عبر المدن التالية: رافينا - تشيزينا - ريميني - فانو - أنكونا - بيسكارا - كانوسا - باري - برينديزي - إيغومينيتسا - بريفيزا - ريون - باتراي - بيرغوس - كالاماتا.